# 杨晟台
杨晟台，北宋诚、徽州（今湖南省西南）侗族先民首领，誠州（今湖南靖州苗族侗族自治县）人。
诚、徽州首领杨光富在宋神宗时归顺宋朝。元祐二年（1087年），改诚州为渠阳军，罢两州兵马及守御民丁。沅、诚两州自创建以来，多年设官屯兵，募役开道路，官吏侵占民地，百姓不安业，怨声四起。杨晟台乘机率众起事，攻打文村堡。融州（今广西融水）少数民族民众在粟仁催等人率领下，纷起响应，交通被阻。宋朝调湖北转运副使李茂等镇压，入渠阳。虽使暴动受挫，但迫于形势，废堡城，撤戍守，以其地还给各族农民，暴动方罢。